# Partito Democratico Azero
Il Partito Democratico Azero (PDA) è stato un partito politico sostenuto dall'Unione Sovietica e fondato da Jaʿfar Pīshevarī a Tabriz, in Iran, nel settembre 1945 come partito di opposizione alla dinastia Pahlavi. L'ADP ha governato il Governo Popolare dell'Azerbaigian, sostenuto dall'URSS, dal 1945 al 1946, con Pishevari come premier.